# Tsuneo Horiguchi
Tsuneo Horiguchi (堀口 恒男, Horiguchi Tsuneo), né le 7 octobre 1914 à Mooka au Japon et mort le 24 octobre 1950 à Chigasaki au Japon, est un boxeur japonais.

## Biographie
Après que les boxeurs français Émile Pladner, Aimé Raphaël et Raoul Hugues ont accepté une tournée au Japon, les autorités organisent un tournoi pour trouver les meilleurs adversaires japonais. Âgé de 19 ans, Tsuneo Horiguchi, alors étudiant à l'université Waseda, est l'un des participants. Le boxeur japonais enchaîne les succès jusqu'à battre par knockout le champion du Japon des poids plumes Kaneo Nakamura. Cette performance lui permet d'affronter le Français Raoul Hugues au Ryōgoku Kokugikan le 6 juin 1933. Vainqueur aux points, il obtient sa chance d'affronter l'ancien champion du monde Émile Pladner au stade de baseball de université Waseda et obtient le match nul.